# Pielęgnica plamooka
Pielęgnica plamooka, pielęgnica oczkowana, pielęgnica zielona, heros plamooki (Heros severus) – gatunek słodkowodnej ryby z rodziny pielęgnicowatych (Cichlidae). Hodowany w akwariach. Dawniej znana jako Cichlasoma severum, mylona z pielęgnicą sewerum.

## Występowanie
Ameryka Południowa – dorzecza rzek: Orinoko, Amazonka i Rio Negro.

## Charakterystyka
Ciało silnie bocznie spłaszczone, masywne, intensywnie ubarwione. Dorastają do ok. 20 cm. Ryba terytorialna, może przebywać z innymi, odpowiednio dużymi gatunkami.

## Warunki w akwarium
| Zalecane warunki w akwarium | Zalecane warunki w akwarium                                                            |
| --------------------------- | -------------------------------------------------------------------------------------- |
| Zbiornik                    | duży, minimum 120 cm                                                                   |
| Temperatura wody            | 22–26 °C                                                                               |
| Twardość wody               | miękka do średnio twardej, 4–15°n                                                      |
| Skala pH                    | 6–7,2                                                                                  |
| pokarm                      | żywy, mrożony, suchy z dodatkiem roślinnego                                            |
| Uwagi                       | obsadzony roślinnością, z wolną przestrzenią do pływania, wskazane korzenie i kamienie |